# قائمة بطاركة وأساقفة كنائس القدس
القدس بها بطاركة وأساقفة يمثلون المسيحيون في العالم أجمع بكل طوائفهم.

## قائمة بطاركة وأساقفة كنائس القدس
قائمة بطاركة وأساقفة الكنائس الأرثوذكسية والكاثوليكية والبروتستانتية في القدس:

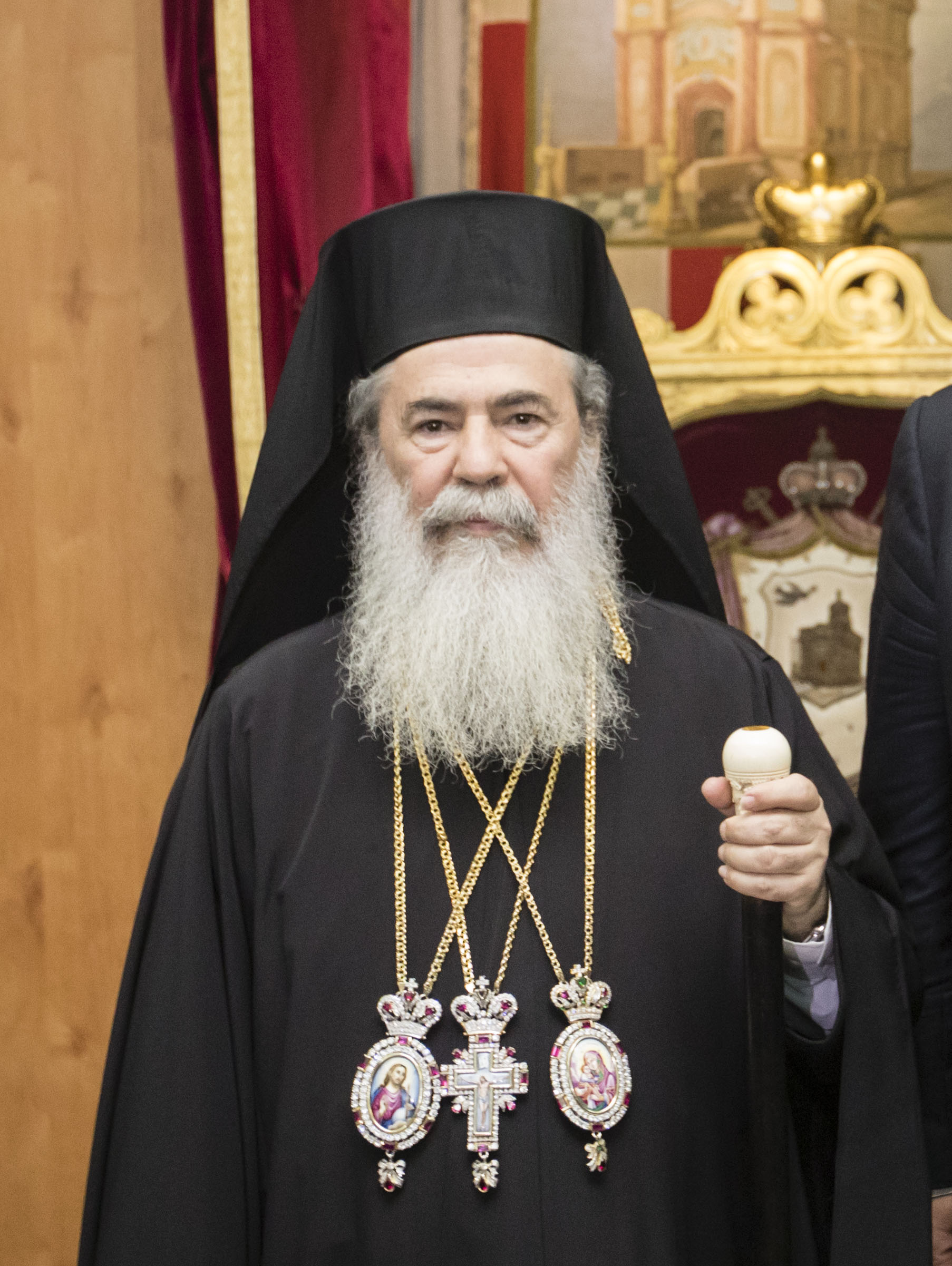
ثيوفيلوس الثالث

### الأرثوذكس
- البطريرك ثيوفيلوس الثالث، بطريركية اورشليم للروم الأرثوذكس
- غبطة البطريرك نورهان مانوجيان ، بطريرك الأرمن الأرثوذكس[3]
- رئيس الأساقفة أبا امباكوب، بطريركية التوحيد الإثيوبية الأرثوذكسية[4]
- رئيس الأساقفة الأنبا أنطونيوس، بطريركية الأقباط الأرثوذكس[5]
- المطران كبرئيل دنحو، النائب البطريركي للسريان الأرثوذكس (متوفي)[6][7]

### الكاثوليك
- رئيس الأساقفة بييرباتيستا بيتزابالا، المدبر الرسولي للبطريركية اللاتينية [8]
- رئيس الأساقفة ياسر عياش، النائب البطريركي للروم الملكيين الكاثوليك
- رئيس الأساقفة موسى الحاج، رئيس أساقفة حيفا والأراضي المقدسة للكنيسة المارونية
- المطران كميل انطوان أفرام سمعان، النائب البطريركي للسريان الكاثوليك[9]
- المونسنيور جوزيف زبارة اكسرخوسًا بطريركيًا للأرمن الكاثوليك في القدس وعمّان[10]
- الأب فرانشيسكو باتون، حراسة الأراضي المقدسة

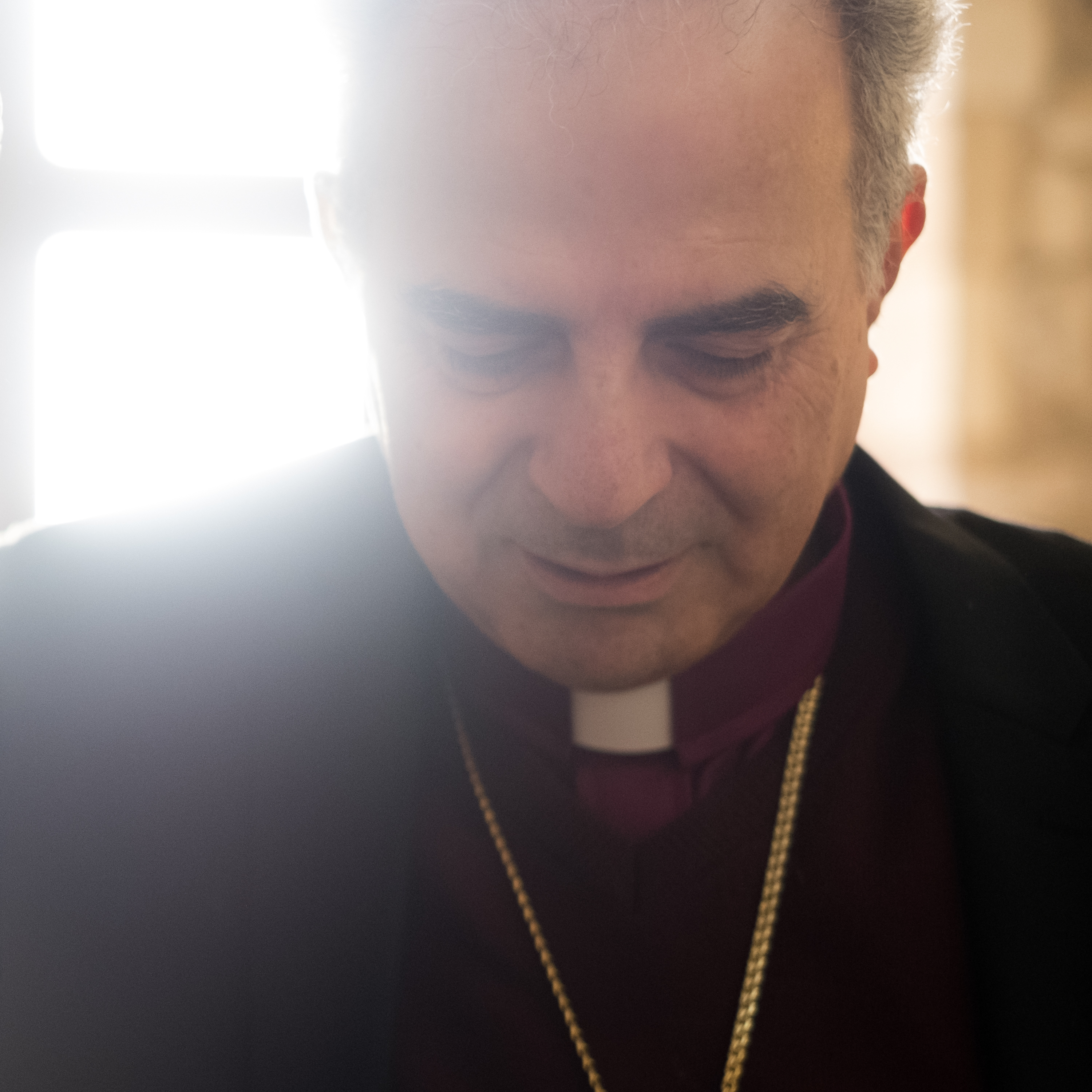
سني إبراهيم عازر

### البروتستانت
- المطران حسام إلياس نعوم، الكنيسة الأسقفية في القدس والشرق الأوسط
- المطران سني إبراهيم عازر، الكنيسة الإنجيلية اللوثرية[11][12]